# Jan Pokeršnik
Jan Pokeršnik (ur. 15 grudnia 1989 w Ravne na Koroškem) – słoweński siatkarz, grający na pozycji przyjmującego, reprezentant kraju. 

## Kluby
| Lata                      | Klub               |
| ------------------------- | ------------------ |
| 2008–2009                 | OK Fram            |
| 2009–2010                 | ACH Volley Lublana |
| 2010–2013                 | Calcit Kamnik      |
| 2013–2014                 | ACH Volley Lublana |
| 2014–2015                 | Beauvais Oise UC   |
| 2015–2016 (do 02.2016)    | PV Lugano          |
| 2016–2022 (od 07.02.2016) | ACH Volley Lublana |
| 2022–2023                 | Steaua Bukareszt   |
| 2023–                     | ACH Volley Lublana |

## Sukcesy klubowe
Puchar Słowenii:
- 2010, 2018, 2019, 2020, 2022[5], 2025[6]

MEVZA - Liga Środkowoeuropejska:
- 2010, 2014, 2016[7], 2017, 2019, 2020, 2021, 2022[8], 2025[9]
- 2018

Liga słoweńska:
- 2010, 2014, 2016, 2017, 2018[10], 2019[11], 2020, 2022[12], 2024[13], 2025[14]
- 2012, 2013, 2021

Liga rumuńska:
- 2023[15]

## Sukcesy reprezentacyjne
Liga Europejska:
- 2015

Mistrzostwa Europy:
- 2015